# Gustav von Golz
Gustav Adolf Golz, seit 1896 von Golz (* 19. August 1833 in Wittenberg; † 19. Juli 1908) war ein preußischer General der Infanterie, Chef des Ingenieur- und Pionierkorps, Generalinspekteur der Festungen.

## Leben

### Herkunft
Er war der Sohn des königlich preußischen Oberlandesgerichtsrats Ludwig Leopold Golz († 1845) in Breslau.

### Militärkarriere
Golz trat 1850 in die Pionier-Abteilung Nr. 5 der Preußischen Armee in Glogau ein und besuchte zwischen 1851 und 1854 die Vereinigte Artillerie- und Ingenieurschule. Er wurde 1852 Leutnant und Kompaniechef im Garde-Pionier-Bataillon. Als solcher machte er den Deutschen Krieg mit und wurde dann 1867 in Kriegsministerium versetzt.
Im Deutsch-Französischen Krieg 1870/71 arbeitete er im Stab des Kriegsministers Albrecht von Roon. Im ersten Kriegsjahr wurde er zum Major befördert. 1874 übernahm Golz das Kommando des Hannoverschen Pionier-Bataillons Nr. 10. 1875 wurde er mit der Neuerrichtung des II. Bataillons des Eisenbahn-Regiments betraut.
1876 ging er nach Nordamerika, um die dortigen Eisenbahnaufnahme- und Küstenbefestigungsanlagen zu studieren. Nach seiner Rückkehr wurde er 1877 zum Kommandeur des Eisenbahn-Regiments ernannt. Er avancierte bis 1886 zum Generalmajor und wurde zwei Jahre später Präses des Ingenieurkomitees sowie mit den Geschäften der Generalinspektion des Ingenieurkorps beauftragt. In dieser Eigenschaft stieg Golz 1888 zum Generalleutnant auf, wurde 1890 Chef des Ingenieur- und Pionierkorps und 1893 zum General der Infanterie befördert.
Am 10. Mai 1896 wurde Golz in Frankfurt am Main in den preußischen Adelsstand erhoben. Im Jahr darauf nahm er seinen Abschied.
Nach ihm wurde die „Feste von der Golz“, die modernste aller Festungen im Festungsring von Metz benannt.